# Casa Memorială „Vladimir Streinu”
Casa Memorială „Vladimir Streinu” din Teiu este un muzeu memorial înființat în casa în care a copilărit scriitorul  Vladimir Streinu (1902-1970) în satul Teiu din județul Argeș.
Casa Memorială „Vladimir Streinu” se află pe Lista monumentelor istorice din județul Argeș, având codul de clasificare  AG-IV-m-B-14012.

## Istoric
Casa în care a copilărit scriitorul Vladimir Streinu a fost construită de Șerban și Leanca Iordache în anul 1902 și se află în centrul satului Teiu. 
Casa a fost restaurată înainte de organizarea ei ca muzeu. În anul 1972, în această casă a fost amenajat o casă memorială.
Casa memorială Vladimir Streinu de la Teiu poate fi vizitată sunând la numărul de telefon 	0248.689.605 . 